# Зоммерсдорф (Мекленбург-Передня Померанія)
Зоммерсдорф (нім. Sommersdorf) — громада в Німеччині, розташована в землі Мекленбург-Передня Померанія. Входить до складу району Мекленбургіше-Зеенплатте. Складова частина об'єднання громад Деммін-Ланд.
Площа — 8,71 км2. Населення становить 234 ос. (станом на 31 грудня 2020).